# マティアス・カストラン
マティアス・アレクサンドル・カストラン （フィンランド語: Matthias Alexander Castrén(1813年12月2日 – 1852年5月7日） はスウェーデン系フィンランド人の民俗学者で文献学者として、ウラル語族の研究に先鞭をつけた。言語学者で教員、著述家としてヘルシンキ大学の前身に奉職し、ユーラシア大陸北部の諸民族について言語学と民俗学の視点で見つめた功績が知られている。

## 前半生
フィンランド北部のTervola生まれ。父はロヴァニエミの教区教会司祭Christian カストレンで、マティアスは1825年に父を亡くすと、叔父の Matthias カストレン に引き取られて12歳でオウルの寄宿学校へ入学させられた。やがて1828年に司祭を目指して旧アレキサンドル大学（ヘルシンキ、現ヘルシンキ大学）へ進み、当初はギリシャ語とヘブライ語の習得に没頭する。ところがフィンランド語に触れるうちに夢中になり、在学中にフィンランド神話研究の基礎に取り掛かった。1836年に学士号、1839年に博士号を授与される。

## 言語の冒険へ
まだ論文もない同根語の複数言語を研究するには机上の理論では済まず、自ら現地調査が必要だと悟ったカストレンは1838年に、同級生で医学部で学ぶエールストローム（Ehrström）を誘うとラップランド地方をめぐった。カストレンは、この最初の探査からフィンランド語を含む複数言語の親族関係を調べようと決めると、まず1840年にヘルシンキ大学でフィンランド語とノルウェー語の准教授として仕事を得て、その翌年にはフィンランド文学協会の補助金を受け、カレリアへ向かった。帰ってくるとフィンランド寓話のカレヴァラをスウェーデン語に翻訳して上梓している。
さらに翌1841年にはフィンランド語の文献学 エリアス・リョンロートを誘って3度目の探査に出かけると帰還まで3年を費やし、旅路はウラル山脈を越えてオブドルスクまで延びた。
フィンランドに帰り着いたカストレンは、著作『芬: Elementa grammatices Syrjaenæ』（「コミ・ズィリャンの文法要素」1844年）ならびに『芬: Elementa grammatices Tscheremissæ』（「マリ（シェレミス　Cheremiss）の文法要素」1845年）を出版している。
実はこの時の探査で病を得ており、シベリア先住民の調査を計画していたカストレンは恢復を待ち出発した。今回は勤務先のアレクサンドル大学に加えて、旧サンクトペテルブルク・アカデミーからも補助金を取り付けた。このときは、すでに学んだ知識を大きく伸ばす成果を得たが、カスト欄が冒険好きとはいえ、体に深刻な影響が及んでいる。
ヘルシンキに戻ると第一の成果発表として論文『Versuch einer ostjakischen Sprachlehre』（「オストチャク語理論の試み』サンクトペテルブルク、1849年）。1850年に『De affixis personalibus linguarum Altaicarum』（「アルタイ諸言語の人称接辞について」）を発表し、大学のフィンランド語・文学専攻の教授に迎えられている。その翌年には同学の総長の座に押し上げられたが、当人は自らの本分と信じるサモエード語派言語文法の研究に没頭し1852年に38歳で死去した。

## 私生活
同じアレクサンドル大学で理論哲学と実践哲学の教授をつとめたJohan Jakob Tengström（1787年–1858年）の娘 Lovisa Natalia Tengström（1830年–1881年）と1850年に結婚した。2人の間に生まれたロバート・カストレン（1851年–1883年）は新聞発行者から代議士に選出された。

## 没後の出版物
カストランの論文を編んだ叢書は5巻組で1852年に刊行が始まり、没後の1858年に完成した。その構成は次のとおり。
- 第1巻：Reseminnen från åren 1838年-1844年
- 第2巻：Reseberättelser och bref åren 1845年-1849年
- 第3巻：Föreläsningar i finsk mytologi
- 第4巻：Ethnologiska föreläsningar öfver altaiska folken
- 第5巻：Smärre afhandlingar och akademiska dissertationer.

この叢書のドイツ語訳はフランツ・アントン・シーフナーが手がけた。ヘルシンキ大学はそのほかにもカストランの遺稿を託されており、サンクトペテルブルク・アカデミーから委嘱されたシーフナーはその編集を任され、やがて出版が決まる。
- Castrén, M. Alexander (Matthias Alexander) (1839). “De affinitate declinationum in lingua Fennica, Esthonica et Lapponica”. [Typis Frenckellianis]. Univ. of Helsinki. NCID BA7450155X 学位論文（Dissertatio academica）。正誤表：p. [69]

- Rein, Gabriel; Castrén, M. Alexander (Matthias Alexander) (1844). “De nominum declinatione in lingua syrjaena : quod, venia amplissimi ordinis philosophorum ad imperialem Alexandream”. Fennia universitatem (Typographica Frenckelliana). NCID BA75071117.（マティアス・アレクサンダー・カストレンは控えめに公開試験に応じる。）

## M・A・カストレン協会
M・A・カストレン協会は1990年1月22日にヘルシンキ で設立され、フィン人と同じウラル諸語の話者の人々が出会う場、会話を交わす場を提供し、またウラル語で書いた文学作品の出版を助成する。